# Цзян Жун
Лу Цзямінь (народився в 1946 році в Цзянсу), більш відомий під псевдонімом Цзян Жун — китайський письменник, найбільш відомим завдяки своєму бестселеру 2004 року «Вовк-тотем», який він написав під псевдонімом Цзян Жун. Він одружений з колегою-прозаїком Чжан Канкан.

## Раннє життя
Обидва батьки Лю походили з Цзядіна, міста за межами Шанхая. Вони обоє приєдналися до Комуністичної партії Китаю в Шанхаї в 1920-х роках, і обоє його батьків служили в армії під час Другої японо-китайської війни, воюючи проти Японської імперії. Після війни його мати зайнялася освітою, а батько дослужився до посади начальника бюро в Міністерстві охорони здоров'я. Його мати померла від раку, коли йому було всього 11 років.
Лю вперше привернув негативну увагу з боку влади в 1964 році, ще будучи студентом; його засудили як «контрреволюціонера» за написаний ним нарис. Далі він приєднався до червоногвардійців, хоча його батько був мішенню тих самих червоногвардійців як капіталіст-дорожник; однак, коли Червона гвардія почала конфіскувати книги та брати участь у спаленнях книг, Лю часто ховав книги, додаючи їх до своєї приватної колекції. У 1967 році, будучи 21-річним випускником середньої школи, Лю добровільно пішов як «послана молодь» до прапора Східного Удзімкіню у Шилін-Голу, Внутрішня Монголія, де він залишався одинадцять років, до 33-річчя. За його власним визнанням, він обрав віддалену Внутрішню Монголію, а не більш популярний Хейлунцзян у північно-східному Китаї, щоб мати змогу брати з собою свої книги; він боявся, що якщо поїде до Хейлунцзяна, йому доведеться жити в армійських казармах, і його книги можуть конфіскувати.

## НаписанняВовка-тотему
Лю почав обдумувати та записувати ідеї Вовка-тотему ще в 1971 році, перебуваючи у Внутрішній Монголії, але ще не почав нічого записувати. Він повернувся до Пекіна в 1978 році, де брав участь у русі «Пекінська весна», ставши головним редактором однойменного літературного журналу «Пекінська весна». Через рік він вступив до Китайської академії суспільних наук. Після закінчення навчання він став доцентом у Китайському трудовому коледжі. Його заарештували за участь у протестах на площі Тяньаньмень у 1989 році, але звільнили в січні 1991 року, так і не судивши, разом із Лю Сулі, Хе Дуном і Чень По, а також студентськими лідерами Сюн Янь і Чжоу Суофен. Нарешті він підготував повну першу чернетку Вовка-тотему 1997 р. і лише подав остаточну чернетку своєму видавництву наприкінці 2003 року. Найважча робота над романом була виконана в останні шість років; його дружина, сама відома письменниця, описувала, як він «щодня замикався у своєму кабінеті і відмовлявся розповідати мені, що він робив».
Хоча Лю часто погоджувався давати інтерв'ю як вітчизняним, так і іноземним ЗМІ, він відмовлявся публікувати свої фотографії. До 2006 року лише п'ять людей навіть знали його справжню особу; він ніколи не відкривав своє справжнє ім'я ЗМІ, хоча його особистість стала відомою Міністерству громадської безпеки Китаю. Кілька інших авторів скористалися анонімністю Лю, щоб написати фальшиві продовження «Вовка-тотему», включаючи дві книги під назвою «Вовк-тотем 2» на 250 000 символів, а також «Великого вовка рівнин» усі друком у видавництві Чанцзян Артс. Як наслідок, у квітні 2007 року він випустив заяву, у якій засудив усі такі «продовження» як шахрайські; він зазначив, що проводить дослідження для іншої книги, але не збирається публікувати нічого нового найближчим часом. Його особистість нарешті стала широко відома в листопаді 2007 року, після того як він виграв першу азіатську літературну премію Man; фотографію, яку він представив журі, разом із його справжнім іменем опублікували газети по всьому світу. Однак він так і не зміг отримати паспорт і, отже, не міг залишити материковий Китай, щоб відвідати церемонію нагородження.

## Політичні погляди
Лю описує себе як «критичного лівого мислителя» і залишається прихильником демократії та індивідуалізму; в інтерв'ю британській газеті Дейлі телеграф у 2005 році він висловив переконання, що Китай ризикує стати «як нацистська Німеччина», якщо не буде продовжувати демократизацію. Він також висловив своє захоплення Лі Юйчунь, учасницею китайського телевізійного співочого конкурсу Super Girl у 2005 році, чий своєрідний стиль і вибір пісень принесли їй популярність і зрештою привели її до першого призу на конкурсі; він назвав її «хорошим символом китайського суспільства». Автори, яких він називає такими, що вплинули на його творчість, включають Бальзака, Толстого, Джека Лондона та Джейн Остін.

## Праці
- Wolf Totem. New York: Penguin. 2008. ISBN 978-1-59420-156-1. — Won the inaugural Man Asian Literary Prize in November 2007.